# Le Dahlia noir (film)
Pour les articles homonymes, voir Dahlia (homonymie) et Le Dahlia noir (homonymie).
Ne doit pas être confondu avec Le Dahlia bleu.
Pour plus de détails, voir Fiche technique et Distribution.
Le Dahlia noir (The Black Dahlia) est un film américano-germano-français réalisé par Brian De Palma, sorti en 2006. Il s'agit de l'adaptation du roman du même nom de James Ellroy, lui-même inspiré de l'affaire du Dahlia noir.
Le film fait l'ouverture de la Mostra de Venise 2006. Il sort quelques jours plus tard dans les salles américaines. Le Dahlia noir reçoit des critiques presse globalement négatives et échoue au box-office. Il s'agit du dernier film « hollywoodien » du cinéaste, qui produira ses films suivants à petit budget en marge des États-Unis.

## Synopsis
À Los Angeles, les inspecteurs Dwight « Bucky » Bleichert et Lee Blanchard sont les deux vedettes du LAPD. En effet, ce sont deux excellents boxeurs — surnommés « M. Feu » et « M. Glace » — qui s'affrontent lors d'un combat pour lever des fonds pour le département. Avant le combat, Lee présente à Bucky sa fiancée, Kay Lake. Les trois deviennent rapidement inséparables. Peu après, en janvier 1947, Lee et Bucky sont chargés d'enquêter sur le meurtre d'Elizabeth Ann Short. Cette dernière est une « starlette » retrouvée atrocement mutilée dans un terrain vague. Sa beauté et sa fin tragique alimentent les conversations de toute la ville et surtout de la presse, qui la surnomme le « Dahlia noir » en référence au film Le Dahlia bleu sorti l'année précédente. Les inspecteurs découvrent notamment l'existence d'un film pornographique lesbien mettant en scène la jeune actrice. Durant l'enquête, Bucky rencontre Madeleine Linscott, qui connaissait bien Elizabeth. De son côté, Lee est très préoccupé par l'enquête et devient violent envers Kay.

## Fiche technique
- Titre francophone : Le Dahlia Noir
- Titre original : The Black Dahlia
- Réalisation : Brian De Palma
- Scénario : Josh Friedman, d'après Le Dahlia noir de James Ellroy
- Musique : Mark Isham
- Décors : Dante Ferretti
- Costumes : Jenny Beavan
- Photographie : Vilmos Zsigmond
- Montage : Bill Pankow
- Production : Rudy Cohen, Moshe Diamant (en), Avi Lerner et Art Linson
- Production déléguée : Boaz Davidson, Rolf Deyhle, Danny Dimbort, Michael P. Flannigan, James B. Harris, Henrik Huydts, Josef Lautenschlager, Trevor Short, Andreas Thiesmeyer, John Thompson
  - Coproduction déléguée : Samuel Hadida, Victor Hadida, Manfred D. Heid, Jochen Kamlah, Gerd Koechli
  - Production exécutive : John J. Kelly
  - Production associée : Jordan Kessler
- Sociétés de production : Millennium Films, Signature Pictures, Equity Pictures Medienfonds GmbH & Co. KG III, Nu Image Entertainment GmbH, Art Linson Productions et Davis-Films
- Sociétés de distribution : Universal Pictures (États-Unis), Metropolitan Filmexport (France)
- Budget : 50 millions de dollars[1]
- Pays de production :  États-Unis,  Allemagne,  France
- Langues originales : anglais, allemand
- Format : couleur • 2,35:1 • 35 mm - son Dolby Digital • DTS
- Genre : drame, policier, thriller, historique et néo-noir[2]
- Durée : 120 minutes
- Dates de sortie :
  - Italie : 30 août 2006 (Mostra de Venise)
  - États-Unis, Québec[3] : 15 septembre 2006
  - France : 2 septembre 2006 (Festival du cinéma américain de Deauville) ; 8 novembre 2006 (sortie nationale)
  - Allemagne : 5 octobre 2006
  - Belgique, Luxembourg, Monaco, Suisse romande : 8 novembre 2006
- Classification :
  - France : interdit aux moins de 12 ans[4]
  - États-Unis : R

## Distribution
- Josh Hartnett (VF : Damien Boisseau ; VQ : Martin Watier) : Dwight « Bucky » Bleichert
- Scarlett Johansson (VF : Julia Vaidis-Bogard ; VQ : Camille Cyr-Desmarais) : Kay Lake
- Aaron Eckhart (VF : Éric Herson-Macarel ; VQ : Pierre Auger) : Lee Blanchard
- Hilary Swank (VF : Marjorie Frantz ; VQ : Anne Dorval) : Madeleine Linscott
- Mia Kirshner (VF : Sylvie Jacob ; VQ : Violette Chauveau) : Elizabeth Short
- Mike Starr (VQ : Thiéry Dubé) : inspecteur Russ Millard
- Fiona Shaw (VQ : Élise Bertrand) : Ramona Linscott
- William Finley : George Tilden
- Patrick Fischler (VF : William Coryn ; VQ : Daniel Roy) : le procureur de district Ellis Loew
- James Otis : Dolph Bleichert
- John Kavanagh (VF : Gérard Rinaldi ; VQ : Daniel Roussel) : Emmett Linscott
- Troy Evans (VQ : Guy Nadon) : chef Ted Green
- Anthony Russell : Morrie Friedman
- Angus MacInnis (VF : Michel Fortin) : capitaine John Tierney
- Rachel Miner : Martha Linscott
- Victor McGuire : le sergent Bill Koenig
- Gregg Henry : Pete Lukins
- Jemima Rooper (VF : Ariane Aggiage) : Lorna Mertz
- Rose McGowan (VF : Véronique Soufflet) : Sheryl Saddon
- Ian McNeice (VF : Denis Boileau) : le coroner
- Kevin Dunn (VF : Luc Florian) : le père d'Elizabeth Short[5] (non crédité)
- Brian De Palma[5] : le réalisateur des essais d'Elizabeth Short (caméo vocal non crédité)

## Production

### Genèse et développement

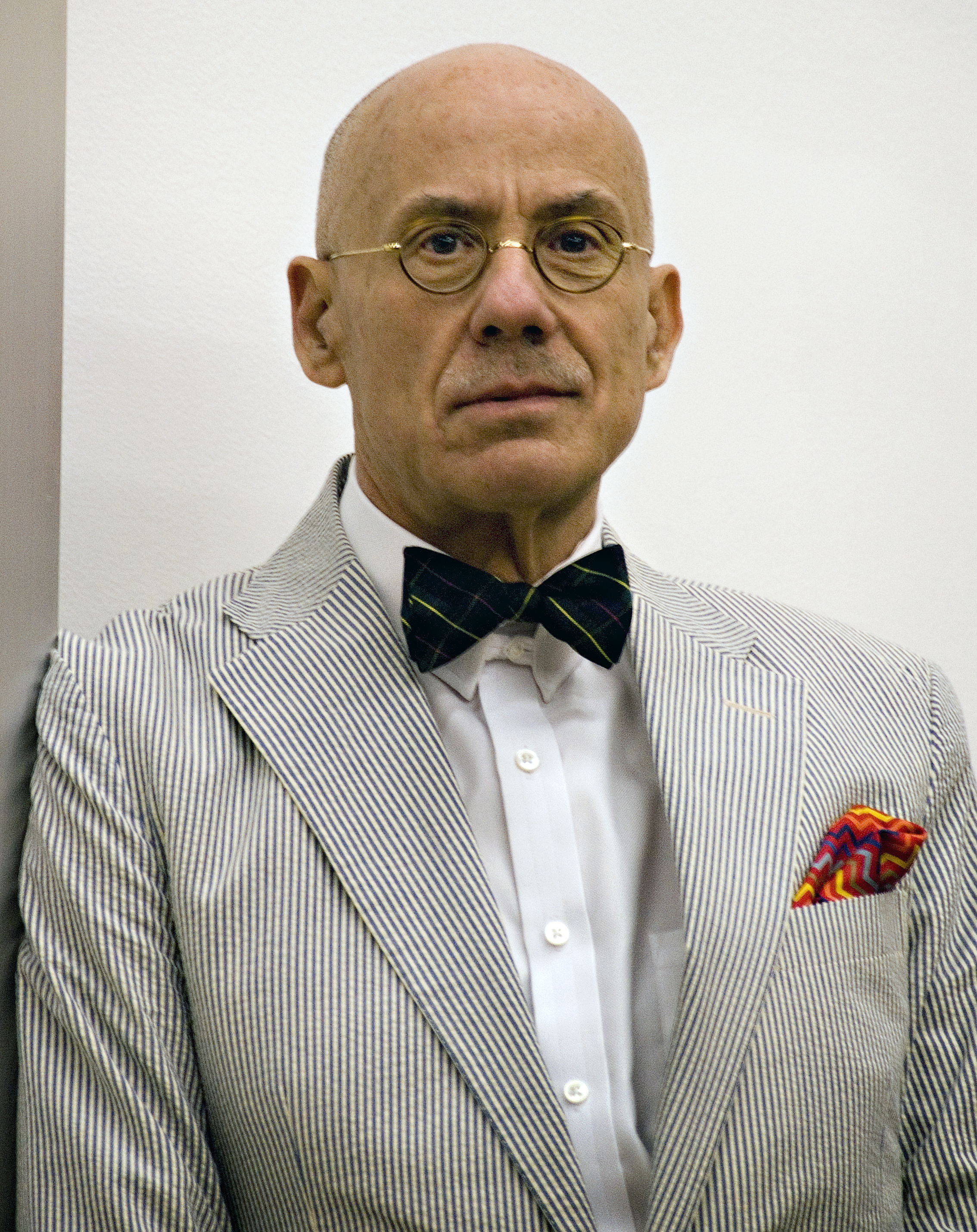
James Ellroy, en 2009, l'auteur du roman Le Dahlia noir.

Le scénario est tiré du roman Le Dahlia noir de James Ellroy, lui-même inspiré de l'affaire du Dahlia noir. L'écrivain avait été très jeune marqué par cette affaire et par le meurtre de sa propre mère en 1958, alors qu'il n'avait que dix ans. Il devient vite fasciné par cette histoire : « j'allais à la bibliothèque centrale pour lire toutes les coupures sur l'affaire du Dahlia sur microfilm et je me suis imprégné de l'univers de Los Angeles à cette époque ». Les droits d'adaptation du roman sont achetés dès 1986. James B. Harris écrit un scénario mais abandonne peu après le projet, qui reste alors en suspens. En 1997, à la suite du succès du film L.A. Confidential, adapté d'un autre roman de James Ellroy, plusieurs studios veulent utiliser d'autres romans de l'auteur. Universal Studios rachète alors les droits du Dahlia noir. Josh Friedman est alors chargé d'écrire le scénario. Il raconte avoir travaillé dessus entre 1997 et 2005 et qu'il avait même envisagé un caméo de Bud White et Edmund Exley, les personnages respectivement incarnés par Russell Crowe et Guy Pearce dans L.A. Confidential.
Le projet sera pendant quelque temps entre les mains du réalisateur David Fincher. Ce dernier prévoyait d'en tirer une version d'environ 3 heures, tournée entièrement en noir et blanc. Il quittera finalement le projet, voyant qu'il ne pourrait pas le faire exactement comme il l'entend. Il sortira quelques années plus tard ce projet sous forme de bande dessinée avec Matz.
Brian De Palma est ensuite engagé comme réalisateur. Ce choix est bien accueilli par James Ellroy :

« Les films de Brian De Palma abordent toujours l'univers de l'obsession. Ils sont rigoureusement et douloureusement formés, aucun monde en dehors n'existe quand on les regarde. Les couleurs s'éclairent bizarrement, le mouvement vous retient, vous lâchez prise et ne voyez plus que ce qu'il veut vous montrer. Il vous manipule uniquement au nom de la passion et il comprend l'abandon. Les spectateurs ont besoin de succomber. Ses films sont autoritaires et il en contrôle les mécanismes. Il était l'artiste idéal pour filmer Le Dahlia Noir. »

— James Ellroy
Le réalisateur racontera plus tard qu'Universal Pictures a longuement demandé que le meurtre soit placé plus tôt dans le film, ce qu'il a refusé avec persévérance, considérant que l'histoire devait d'abord voir se développer la relation entre les deux personnages principaux.

### Attribution des rôles
Lorsque David Fincher était lié au poste de réalisateur, Josh Hartnett était attaché au rôle de Bucky Bleichert et Mark Wahlberg à celui de Lee Blanchard. Ce dernier quitte finalement le projet pour tourner Braquage à l'italienne (2003). Pour les rôles féminins, David Fincher envisageait Julianna Margulies pour incarner Madeleine et Jennifer Connelly en Elizabeth. À la suite de l'arrivée de Brian De Palma comme réalisateur, Aaron Eckhart obtient le rôle de Lee Blanchard.
Brian De Palma a proposé le rôle de Madeleine Linscott à Eva Green, qui l'a refusé. Le rôle revient donc à Hilary Swank. Maggie Gyllenhaal a quant à elle refusé celui d'Elizabeth Short. La chanteuse Gwen Stefani a par ailleurs été envisagée pour incarner Kay Lake.

### Tournage
Le tournage a lieu en extérieurs à Los Angeles (mairie de Downtown Los Angeles, Echo Park, Hollywood Sign, Pantages Theatre, MacArthur Park, etc.) ainsi qu'en studios en Bulgarie (Sofia et New Boyana Film Studios).

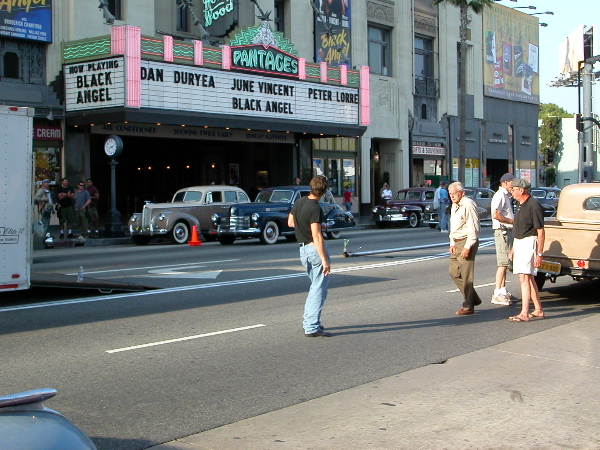
Tournage d'une scène devant le Pantages Theatre à Hollywood.

### Musique
La musique du film est composée par Mark Isham, alors que James Horner était initialement prévu.
Liste des titres
1. The Black Dahlia - The Zoot Suit Riots - 2:14
2. At Norton and Coliseum - 4:07
3. The Dahlia - 3:09
4. The Two of Us - 3:37
5. Mr. Fire Versus Mr. Ice - 3:16
6. Madeline - 3:05
7. Dwight and Kay - 3:12
8. Hollywoodland - 2:53
9. Red Arrow Inn - 1:36
10. Men who Feed on Others - 4:24
11. Super Cops - 2:01
12. Death at the Olympic - 3:32
13. No Other Way - 2:07
14. Betty Short - 2:17
15. Nothing Stays Buried Forever - 6:26

## Accueil

### Accueil critique
Présenté au festival de Venise, le film a été mal accueilli par la critique à sa sortie, avec 32 % de critiques positives sur Rotten Tomatoes, tant aux États-Unis qu'en France, à l'exception de certains titres fidèles de Brian De Palma (Cahiers du cinéma, Versus, Les Inrockuptibles, Chronic'art, etc.).
Sur Metacritic, il obtient une note moyenne de 49⁄100 pour 35 critiques.
En France, le site Allociné propose une note moyenne de 2.9⁄5 à partir de l'interprétation de critiques provenant de 32 titres de presse.

### Box-office
| Pays ou région    | Box-office      | Date d'arrêt du box-office | Nombre de semaines |
| ----------------- | --------------- | -------------------------- | ------------------ |
| États-Unis Canada | 22 545 080 $    | 26 octobre 2006            | 6                  |
| France            | 409 697 entrées |                            |                    |
| Mondial           | 49 332 692 $    | -                          | -                  |

## Analyse
Au début du film, les personnages principaux voient au cinéma L'Homme qui rit — version de 1928 par Paul Leni —, spectacle qui jouera un rôle plus tard dans l'histoire. C'est un exemple de film contenant un film.